# Apelles
Apelles (græsk Απελλής; flor. 300-tallet f.Kr.) levede på Alexander den Stores tid og var en af oldtidens berømteste malere.
Han var fra Kolofon nær Efesos i Lilleasien
og undervistes først af hjemlige
lærere, navnlig Eforos fra Efesos, senere af
den sikyoniske malerskoles hovedmester,
Pamfilos, og drog siden om i den græske verdens
byer, således blandt andet Korinth og Athen.
Filip af Makedonien kaldte ham til hovedstaden Pella.
Her trådte han som hofmaler i endnu nærmere
forhold til sønnen Alexander.
Ingen af Apelles' billeder
er bevaret; heller ikke nogen senere kopi kan
med sikkerhed eftervises. Imidlertid haves fra
oldtiden en del efterretninger. Fortrinsvis
yndede han at male den enkelte figur. Af
Alexander havde han malet en række billeder: til
hest, på stridsvogn, fremstillet med
sejrsgudinden eller endog som Zeus' søn med lynet.
Der nævnes også andre billeder, hvori en enkelt
figur beherskede fremstillingen, Artemis blandt
nymfer, for eksempel, eller den af havet opstigende
Afrodite, der med hænderne kryster vandet af
håret; overkroppen var helt synlig, medens
underkroppen skimtedes gennem havvandet.
Billedet var meget berømt og synes endog at
have fremkaldt statuariske efterligninger; det
udførtes for Kos og erhvervedes siden af kejser
Augustus for 100 talenter.
Allegorien anvendte Apelles
i billeder som Alexander med krigens personifikation
lænket slæbende efter sin stridsvogn,
eller Calumnia, "bagtalelsen", som både renæssancens og
senere tiders kunstnere har genfremstillet
(Lukianos har beskrevet billedet).
Han arbejdede
endnu kun med de fire gamle hovedfarver i
tempera-teknik hvid, gul, rød og sort. Som særlig karakteristisk nævner
oldtiden hans billeders uopnåelige ynde og
rytme. Forskellige anekdoter viser ham som en
mand af vid og udpræget kunstnerisk
selvfølelse. Han var tillige forfatter af en lærebog.